# Ron Nelson
Ron Nelson (Artesia, 7 ottobre 1946) è un ex cestista statunitense, professionista nella ABA.

## Carriera
Venne selezionato dai Baltimore Bullets al terzo giro del Draft NBA 1968 (26ª scelta assoluta).